# One Wild Night Tour
One Wild Night Tour fue una gira mundial de conciertos de la banda estadounidense Bon Jovi.

## Banda
- Jon Bon Jovi – voz, guitarra
- Richie Sambora – guitarra, voz, talkbox
- Hugh McDonald – bajo, voz
- Tico Torres – Batería
- David Bryan – teclado, voz

## Fechas de la gira
| Fecha               | Ciudad                        | País           | Lugar                            |
| Australia/Asia      | Australia/Asia                | Australia/Asia | Australia/Asia                   |
| ------------------- | ----------------------------- | -------------- | -------------------------------- |
| 24 de marzo de 2001 | Melbourne                     | Australia      | Etihad Stadium                   |
| 28 de marzo de 2001 | Yokohama                      | Japón          | Yokohama Arena                   |
| 29 de marzo de 2001 | Yokohama                      | Japón          | Yokohama Arena                   |
| 31 de marzo de 2001 | Osaka                         | Japón          | Osaka Dome                       |
| 3 de abril de 2001  | Nagoya                        | Japón          | Nagoya Dome                      |
| 5 de abril de 2001  | Tokio                         | Japón          | Tokyo Dome                       |
| Norteamérica        |                               |                |                                  |
| 18 de abril de 2001 | Phoenix, Arizona              | Estados Unidos | Desert Sky Pavilion              |
| 20 de abril de 2001 | Anaheim, California           | Estados Unidos | Arrowhead Pond                   |
| 21 de abril de 2001 | Paradise, Nevada              | Estados Unidos | MGM Grand Garden Arena           |
| 23 de abril de 2001 | San José, California          | Estados Unidos | San Jose Arena                   |
| 25 de abril de 2001 | Ciudad de México              | México         | Foro Sol                         |
| 28 de abril de 2001 | Salt Lake City, Utah          | Estados Unidos | Delta Center                     |
| 30 de abril de 2001 | Denver, Colorado              | Estados Unidos | Pepsi Center                     |
| 2 de mayo de 2001   | Dallas, Texas                 | Estados Unidos | Smirnoff Music Centre            |
| 4 de mayo de 2001   | Columbus, Ohio                | Estados Unidos | Value City Arena                 |
| 5 de mayo de 2001   | Cleveland, Ohio               | Estados Unidos | Gund Arena                       |
| 8 de mayo de 2001   | Grand Rapids, Míchigan        | Estados Unidos | Van Andel Arena                  |
| 10 de mayo de 2001  | Raleigh, Carolina del Norte   | Estados Unidos | Walnut Creek Amphitheatre        |
| 11 de mayo de 2001  | Atlanta, Georgia              | Estados Unidos | Philips Arena                    |
| 13 de mayo de 2001  | Washington D. C.              | Estados Unidos | MCI Center                       |
| 15 de mayo de 2001  | Greenville, Carolina del Sur  | Estados Unidos | BI-LO Center                     |
| 17 de mayo de 2001  | Ottawa, Ontario               | Canadá         | Corel Centre                     |
| 19 de mayo de 2001  | Ciudad de Quebec, Quebec      | Canadá         | Colisée Pepsi                    |
| 20 de mayo de 2001  | Albany, Nueva York            | Estados Unidos | Pepsi Arena                      |
| Europa              |                               |                |                                  |
| 31 de mayo de 2001  | Estocolmo                     | Suecia         | Stockholms Stadion               |
| 3 de junio de 2001  | Werchter                      | Bélgica        | Werchter Open Air Park           |
| 5 de junio de 2001  | Ámsterdam                     | Países Bajos   | Amsterdam Arena                  |
| 6 de junio de 2001  | Ámsterdam                     | Países Bajos   | Amsterdam Arena                  |
| 8 de junio de 2001  | Glasgow                       | Escocia        | Hampden Park                     |
| 10 de junio de 2001 | Dublín                        | Irlanda        | RDS Arena                        |
| 13 de junio de 2001 | Huddersfield                  | Inglaterra     | Galpharm Stadium                 |
| 16 de junio de 2001 | Milton Keynes                 | Inglaterra     | National Bowl                    |
| 17 de junio de 2001 | Cardiff                       | Gales          | Millennium Stadium               |
| 19 de junio de 2001 | París                         | Francia        | Palais Omnisports de Paris-Bercy |
| 20 de junio de 2001 | Colonia                       | Alemania       | RheinEnergieStadion              |
| 22 de junio de 2001 | Stuttgart                     | Alemania       | Cannstatter Wasen                |
| 24 de junio de 2001 | Hamburgo                      | Alemania       | Trabrennbahn Bahrenfeld          |
| 26 de junio de 2001 | Zúrich                        | Suiza          | Letzigrund                       |
| 27 de junio de 2001 | Padua                         | Italia         | Stadio Euganeo                   |
| 29 de junio de 2001 | Viena                         | Austria        | Ernst-Happel-Stadion             |
| 30 de junio de 2001 | Múnich                        | Alemania       | Olympiastadion                   |
| Norteamérica        |                               |                |                                  |
| 8 de julio de 2001  | Milwaukee, Wisconsin          | Estados Unidos | Marcus Amphitheater              |
| 9 de julio de 2001  | Mineápolis, Minnesota         | Estados Unidos | Target Center                    |
| 13 de julio de 2001 | Tinley Park, Illinois         | Estados Unidos | New World Music Theatre          |
| 15 de julio de 2001 | Clarkston (Míchigan)          | Estados Unidos | Pine Knob Music Theatre          |
| 17 de julio de 2001 | Toronto, Ontario              | Canadá         | Molson Amphitheatre              |
| 19 de julio de 2001 | Montreal, Quebec              | Canadá         | Molson Centre                    |
| 21 de julio de 2001 | Burgettstown, Pensilvania     | Estados Unidos | Post-Gazette Pavilion            |
| 22 de julio de 2001 | Hershey, Pensilvania          | Estados Unidos | Hersheypark Stadium              |
| 24 de julio de 2001 | Mansfield, Massachusetts      | Estados Unidos | Tweeter Center                   |
| 25 de julio de 2001 | Camden, Nueva Jersey          | Estados Unidos | Tweeter Center at the Waterfront |
| 27 de julio de 2001 | East Rutherford, Nueva Jersey | Estados Unidos | Giants Stadium                   |
| 28 de julio de 2001 | East Rutherford, Nueva Jersey | Estados Unidos | Giants Stadium                   |

### Recaudación a lo largo de la gira
| Lugar               | Ciudad          | Entradas vendidas | Recaudación |
| ------------------- | --------------- | ----------------- | ----------- |
| Van Andel Arena     | Grand Rapids    | 11,805 / 12,397   | $500,503    |
| BI-LO Center        | Greenville      | 11,541 / 11,541   | $425,245    |
| Target Center       | Mineápolis      | 13,834 / 13,834   | $677,320    |
| Hersheypark Stadium | Hershey         | 22,540 / 29,100   | $977,315    |
| Giants Stadium      | East Rutherford | 107,248 / 107,248 | $6,317,039  |

## Lista de temas
1. One Wild Night
2. You Give Love a Bad Name
3. It's My Life
4. Keep the Faith
5. Livin' on a Prayer
6. Born to Be My Baby
7. Stranger in This Town
8. Someday I'll Be Saturday Night
9. In These Arms
10. Just Older
11. Blaze of Glory
12. Wild in the Streets
13. I'll Be There for You
14. Lay Your Hands on Me
15. I'll Sleep When I'm Dead
16. Bad Medicine

Encore:
1. I Got the Girl
2. Wanted Dead or Alive

Encore 2:
1. Tequila (The Champs cover)
2. Twist and Shout (The Isley Brothers Cover)